# Landgericht Erlangen
Das Landgericht Erlangen war ein von 1812 bis 1862 bestehendes bayerisches Landgericht älterer Ordnung mit Sitz in Erlangen.
1812 wurde im Verlauf der Verwaltungsneugliederung Bayerns das Landgericht Erlangen errichtet. Dieses wurde dem Rezatkreis zugeschlagen. Der erste Richter war Wolfgang Heinrich Puchta, der sich später um die Reform des Justizwesens bemühte. Ab 1818 war in Gerichtssachen das Kreis- und Stadtgericht Erlangen zuständig. 1862 wurde das Landgericht mit diesem Gericht zum Stadt- und Landgericht Erlangen vereinigt.

## Lage
Das Landgericht Erlangen grenzte im Süden an das Landgericht Nürnberg, im Westen an das Landgericht Herzogenaurach, im Norden an das Landgericht Forchheim und im Osten an das Landgericht Lauf.

## Struktur

### Steuerdistrikte
Das Landgericht wurde im Jahr 1813 in 14 Steuerdistrikte aufgeteilt, die vom Rentamt Erlangen verwaltet wurden:
- Baiersdorf mit Baiersdorfermühle, Bubenreuth und Wellerstadt;
- Bruck mit Eltersdorf, Kleingründlach, Mittelmühle und Tennenlohe;
- Buch mit Almoshof (bis 1818), Bislohe, Boxdorf, Braunsbach, Herboldshof, Höfles, Kronach, Ronhof, Sack, Schnepfenreuth und Steinach;
- Erlenstegen mit Bretzengarten, Deumentenhof, Mühlhof, Rechenberg, Rennweg, Schafhof, Schallershof, Schoppershof, Schübelsberg, Spitalhof, St. Jobst, Thümmenberg, Veilhof, Weigelshof, Winzelbürg und Wöhrder Kirchhof;
- Eschenau mit Brand, Brandermühle, Eschenhaidermühle, Oberschöllenbach und Unterschöllenbach;
- Forth mit Büg;
- Großgründlach mit Obermühle und Reutles;
- Großreuth mit Herrnhütte, Kleinreuth, Neuhaus, Thon und Ziegelstein;
- Günthersbühl mit Gaisreuth, Hub, Nuschelberg, Oedenberg und Simmelberg
- Heroldsberg mit Hundsmühle;
- Kalchreuth mit Gabermühle, Großgeschaidt, Habernhofermühle, Käswasser, Kleingeschaidt, Langenbruckermühle, Minderleinsmühle, Röckenhof, Stettenberg und Wolfsfelden;
- Kraftshof mit Almoshof (ab 1818), Lohe und Neunhof;
- Rückersdorf mit Behringersdorf, Kotzenhof, Rudolfshof und Strengenberg;
- Uttenreuth mit Adlitz, Atzelsberg, Buckenhof, Eggenhof, Rathsberg, Rosenbach, Schneckenhof, Sieglitzhof, Spardorf, Weiher, Weißenberg und Wunderburg.

1818 gab es im Landgericht Erlangen 15032 Einwohner, die sich auf 3495 Familien verteilten und in 2928 Anwesen wohnten.

### Gemeinden
Mit dem Zweiten Gemeindeedikt (1818) gab es 44 Gemeinden:
- Adlitz mit Schneckenhof;
- Almoshof;
- Atzelsberg mit Rathsberg;
- Baiersdorf mit Baiersdorfer Mühle;
- Behringersdorf;
- Boxdorf mit Herboldshof und Steinach;
- Brand;
- Bruck;
- Bubenreuth;
- Buch;
- Buckenhof;
- Büg;
- Eltersdorf mit Kleingründlach und Mittelmühle;
- Erlenstegen mit Mühlhof, Schafhof, Spitalhof, St. Jobst und Thumenberg;
- Eschenau mit Brandermühle;
- Forth;
- Großgeschaidt;
- Großgründlach mit Obermühle und Reutles;
- Großreuth mit Neuhaus;
- Günthersbühl mit Hub und Nuschelberg;
- Heroldsberg mit Hundsmühle;
- Höfles;
- Kalchreuth mit Gabermühle, Käswasser,  Minderleinsmühle, Stettenberg und Wolfsfelden;
- Kleinreuth;
- Kleingeschaidt;
- Kraftshof;
- Lohe;
- Neunhof;
- Oberschöllenbach;
- Oedenberg mit Gaisreuth und Simmelberg;
- Rennweg mit Bretzengarten, Deumentenhof, Rechenberg, Schallershof, Schoppershof, Schübelsberg, Veilhof, Weigelshof, Wöhrder Kirchhof, Winzelbürg;
- Röckenhof;
- Ronhof mit Kronach;
- Rosenbach mit Habernhofermühle, Langenbruckermühle und Weiher;
- Rückersdorf mit Kotzenhof, Rudolfshof und Strengenberg;
- Sack mit Bislohe und Braunsbach;
- Schnepfenreuth;
- Spardorf mit Sieglitzhof;
- Tennenlohe;
- Thon;
- Unterschöllenbach;
- Uttenreuth mit Eggenhof, Weißenberg und Wunderburg;
- Wellerstadt;
- Ziegelstein mit Herrnhütte.

## Weitere Entwicklung
1826 wurden die Gemeinden Erlenstegen, Großreuth, Kleinreuth, Rennweg, Thon und Ziegelstein an das Landgericht Nürnberg abgegeben. 
1824 wurden Behringersdorf und Rückersdorf und 1843 Günthersbühl und Oedenberg an das Landgericht Lauf abgegeben.
1827 wurden vom Landgericht Herzogenaurach die Steuerdistrikte Frauenaurach und Möhrendorf abgegeben:
- Frauenaurach mit Hüttendorf, Kriegenbrunn, Neuses und Schallershof
- Möhrendorf mit Kleinseebach, Kleinseebacher Mühle und Oberndorf

1846 hatte das Landgericht Erlangen eine Fläche von 31⁄2 Quadratmeilen (≈188 km²). Es gab 17427 Einwohner. Es gab 69 Ortschaften, darunter 1 Stadt, 3 Märkte, 8 Pfarrdörfer, 1 Kirchdorf, 29 Dörfer, 12 Weiler und 15 Einöden. Insgesamt gab es 40 Gemeinden, darunter 1 Stadtgemeinde, 3 Marktsgemeinden und 36 Landgemeinden.
- Adlitz mit Schneckenhof;
- Almoshof;
- Atzelsberg mit Rathsberg;
- Baiersdorf mit Baiersdorfer Mühle;
- Behringersdorf;
- Boxdorf mit Herboldshof und Steinach;
- Brand;
- Bruck;
- Bubenreuth;
- Buch;
- Buckenhof;
- Büg;
- Eltersdorf mit Kleingründlach und Mittelmühle;
- Eschenau mit Brandermühle;
- Forth;
- Großgeschaidt;
- Großgründlach mit Obermühle und Reutles;
- Heroldsberg mit Hundsmühle;
- Höfles;
- Hüttendorf
- Kalchreuth mit Gabermühle, Käswasser,  Minderleinsmühle, Stettenberg und Wolfsfelden;
- Kleingeschaidt;
- Kleinseebach mit Kleinseebacher Mühle;
- Kraftshof;
- Kriegenbrunn;
- Lohe;
- Möhrendorf;
- Neunhof;
- Oberschöllenbach;
- Oedenberg mit Gaisreuth und Simmelberg;
- Röckenhof;
- Ronhof mit Kronach;
- Rosenbach;
- Sack mit Bislohe und Braunsbach;
- Schnepfenreuth;
- Spardorf mit Sieglitzhof;
- Tennenlohe;
- Unterschöllenbach;
- Uttenreuth mit Eggenhof, Weißenberg und Wunderburg;
- Weiher mit Habernhofermühle und Langenbruckermühle;
- Wellerstadt.